# Vinyegret
A Vinyegret orosz előétel, speciális saláta.

## Története
A vinyegret bár elnevezése a francia vinaigre (ecet) szóból származik az orosz ételek ősi rétegéhez tartozik. Őse a kvasz nélkül készített okroska. Az okroska készítéséhez hasonlóan apróra vágták a zöldségeket, a húst vagy halat, de kvasz híján ecettel izésítették. A neve is és az elkészítése is a 19. században a francia szakácsok hatására változott meg. Akik az ecet helyett különböző rafinált salátaszószokkal (vinaigerette) ízesítették a zöldségeket. Különösen nevezetessé vált Lucien Olivier mester alkotása az orosz hússaláta, egyébként elveszett, salátaszósza.
Az orosz étkezési szokásokban, már az éghajlati viszonyok miatt is, nagy jelentőségük van ezeknek a nyers zöldségekből készített salátáknak magas vitamin és ásványi anyag tartalmuk révén.
A vinyegret saláták alapját alkotó zöldségeket burgonyát, céklát és sárgarépát sós vízben de héjukban főzik. A főtt zöldségekhez apróra vágott savanyú káposztát adnak. Ezt az alapot a legváltozatosabb módon kombinálják a háztartásban megtalálható friss vagy konzervált zöldségekkel. Télen a háziasszony ízlésének megfelelően ez lehet például konzerv zöldborsó, vágott zöldbab, marinált gomba. Nyáron bármilyen friss zöldség. Tálaláskor a tetejére apróra vágott friss fűszernövényeket (zöldhagymát, kaprot, petrezselymet, zellert, esetleg tárkonyt vagy turbolyát) szórnak.
A dresszingnek használt salátaszósz a hagyomány szerint majonéz, provanszál szósz, ezeknek és tejfölnek az 1:1 arányú keveréke vagy tisztán tejföl.